# Lingenauer Hochbrücke
Die Lingenauer Hochbrücke ist eine Bogenbrücke in Stahlbeton-Bauweise, die die Ortschaft Lingenau und den Alberschwender Ortsteil Müselbach im österreichischen Bundesland Vorarlberg miteinander verbindet.
Die 370 m lange Brücke ist eine der größten Stahlbeton-Bogenbrücken Mitteleuropas. Sie überspannt die Bregenzer Ach in einer Höhe von 90 m mit einer Bogenspannweite von 210 m. Der zweigelenkige Bogen hat eine Pfeilhöhe von 45 m. Er besteht aus einem zweizelligen, 6,60 m breiten und 3,80 m hohen Hohlkasten, auf dem der 10,30 m breite Fahrbahnträger aufgeständert ist.

## Geschichte

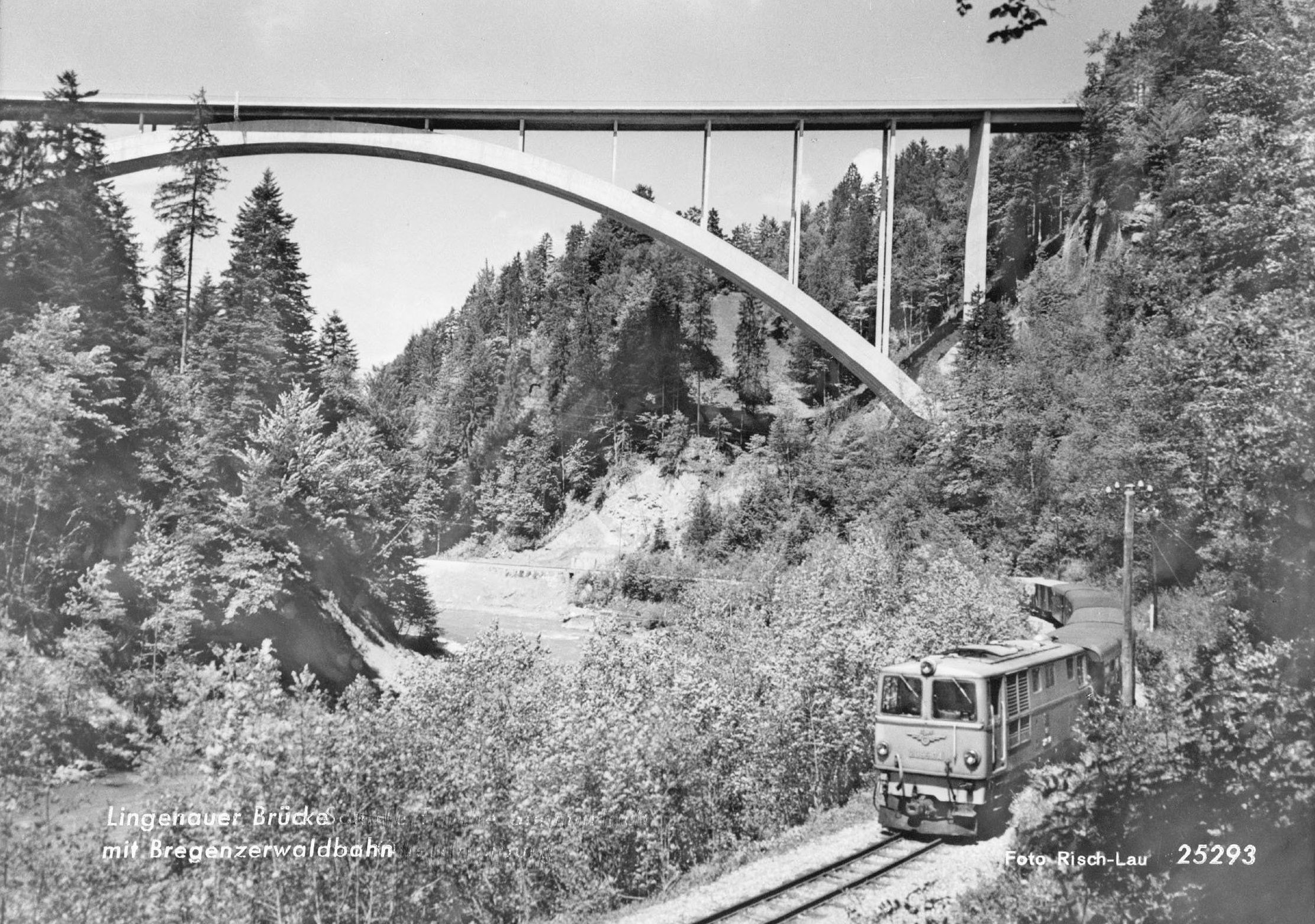
Die Lingenauer Hochbrücke kurz nach ihrer Fertigstellung 1968 mit darunter fahrendem Zug der Bregenzerwaldbahn

Die Lingenauer Hochbrücke im Bau

Diese Bogenbrücke wurde von 1964 bis 1968 nach Plänen von Franz Aigner erbaut. Bei ihrer Eröffnung 1969 war sie die siebtgrößte Brücke dieser Art weltweit.
Die Hochbrücke ersetzte die kurvenreiche, steil ins Achtal hinabführende alte Straße. Mit ihrer Fertigstellung wurde die darüber führende Hittisauer Straße (L 205) komplettiert. Damit erhielt der Vordere Bregenzerwald zwischen den Terrassen von Müselbach und Lingenau eine zeitgemäße Anbindung an die Bregenzerwaldstraße (L 200).
1992 wurde die Lingenauer Hochbrücke generalsaniert und mit einem neuen Geländer versehen. Aufgrund der zahlreichen Menschen, die durch einen Sprung von der Brücke ihrem Leben ein Ende setzten, wurde im Jahr 2011 ein beidseitiges Gitter an der Brücke angebracht, das Suizide in Zukunft verhindern soll.